# Манєкін Іван Федорович
Іван Федорович Манєкін (нар. 5 травня 1948, тепер Російська Федерація) — український радянський діяч, машиніст гірничих виймальних машин шахти імені Засядька виробничого об'єднання «Донецьквугілля» Донецької області. Депутат Верховної Ради УРСР 11-го скликання.

## Біографія
Освіта середня спеціальна.
З 1967 року — гірничий майстер шахти № 13 тресту «Куйбишеввугілля» Донецької області. Служив у Радянській армії.
Працював кріпильником, машиністом комбайна в шахтоуправлінні «Куйбишевське» Донецької області.
Член КПРС з 1976 року.
З 1979 року — машиніст гірничих виймальних машин шахти імені Засядька виробничого об'єднання «Донецьквугілля» Донецької області.
Потім — на пенсії в місті Донецьку.

## Нагороди
- ордени
- медалі